# Shadowgun
Shadowgun — трёхмерный шутер от третьего лица, разработанный компанией Madfinger Games и выпущенный в 2011 году, изначально для платформ iOS и Android, позже игра вышла для BlackBerry, OUYA и GameStick. В этой игре игрок управляет главным героем и протагонистом игры — Джоном Слэйдом, профессиональным наёмником, который получил псевдоним Shadowgun.

## Геймплей
В Shadowgun игроки используют виртуальные средства управления на сенсорном экране. Перемещение производится аналоговым джойстиком в левой части экрана, а командные кнопки в правой части экрана отвечают за стрельбу или взаимодействия с окружающей средой. Главный элемент геймплея игры — система укрытий, позволяющая скрываться за стенами или барьерами, чтобы избежать вражеского огня, а также вести ответный огонь из укрытия.

## Сюжет
Действия игры разворачиваются в 2350 году, межгалактические корпорации существуют не подконтрольно правительствам. Корпорации нападают на дальние планеты, и забирают ресурсы, игнорируя планетарные законы Федерации. Самая мощная корпорация — Toltech Enterprises, контролирующая 75 % ресурсов всей галактики. Охотники за головами и наёмники работают как на корпорации, так и на планетарные правительства, работая за больший гонорар, не взирая на цели миссии. Лучшие наёмники известны под псевдонимом Shadowgun.
В начале игры Джон Слэйд получает задание от Toltech: найти Доктора Эдгарда Саймона, бывшего сотрудника Toltech Enterprises, укравшего ряд генетических образцов. Саймон улетел на планету Ив и Toltech просит найти его живым или мёртвым, но лучше живым. Джон направляется на планету, рассчитывая, что миссия будет лёгкой. При входе в атмосферу планеты Eve, корабль терпит крушение и разбивается около заброшенной шахтёрской станции. Помощник Слэйда робот S.A.R.A. не может просканировать планету, поскольку работает глушилка.
Сразу после крушения на Слэйда нападают вооружённые мутанты. После боя с мутантами Джон берёт образец ткани мутантов для анализа. Позже он узнаёт, что сигналы сканера блокируют поле маскировки, и Джон решает уничтожить этот генератор. S.A.R.A. сообщает, что мутанты являются генетически модифицированными, в результате экспериментов Доктора Саймона - уроженцами планеты.
Слэйд движется через фабрику, уничтожая мутантов на своём пути, и находит Саймона на операционном столе с удалённым мозгом. На Джона нападает огромный экзоскелет Доктора Саймона, в котором находится мозг самого Саймона. Слэйд связывается с Toltech и ему сообщают, что если Слэйд не может привести на корпорацию живого Саймона, то ему нужно любой ценой забрать мозг Саймона. Пока Джон пробивается к доктору, он узнаёт, что Саймон был на Eve всё время, и все его генетические эксперименты финансировались компанией Toltech. Компания требовала от доктора создания армии мутантов, но Саймон возомнил себя Богом, убил всю исследовательскую группу и создал собственную армию.
Слэйд уничтожает Саймона, и игроку дают выбор: забрать мозг Саймона для компании Toltech, либо уничтожить этот мозг. Если игрок решил забрать мозг, то в конце игры, корпорация Toltech Enterprises свяжется со Слэйдом, благодарят его, и скажут, что он получит свою награду. Если игрок уничтожает мозг, то Слэйд скажет: «Toltech уже создали первого монстра, зачем создавать ещё одного?». После чего он отправляется в отпуск вместе со своим помощником роботом S.A.R.A.

## Дополнения, спин-оффы и продолжения
Shadowgun The Leftover — сюжетное дополнение, выпущенное 21 декабря 2011 года для платформы iOS, а также на Android годом спустя. Это сюжетное дополнение, в котором рассказывается о возвращении Джона Слэйда на Eve для выяснения причин прибытия на планету учёных R.A.T.S. и уничтожения их комплекса.
Shadowgun Deadzone — спин-офф и мультиплеерный проект, выпущенный 15 ноября 2012 года для платформ iOS и Android. Позднее игру выпустили для PC, macOS и Facebook. С 1 апреля 2019 года сервера игры были окончательно отключены и закрыты.
Shadowgun Legends — прямое продолжение игры и Deadzone, так же мультиплеерный проект, выпущенный 22 марта 2018 года для платформ iOS и Android.
Shadowgun War Games — прямое продолжение игры, Deadzone и Legends, так же мультиплеерный проект, выпущенный 11 февраля 2020 года для платформ iOS и Android. С 1 сентября 2021 года сервера игры были окончательно отключены и закрыты.

## Критика
| Сводный рейтинг       | Сводный рейтинг |
| Агрегатор             | Оценка          |
| --------------------- | --------------- |
| GameRankings          | 78,33 %         |
| Metacritic            | 72/100          |
| Иноязычные издания    |                 |
| Издание               | Оценка          |
| IGN                   | 7/10            |
| Русскоязычные издания |                 |
| Издание               | Оценка          |
| Absolute Games        | 67 %            |
| «Игромания»           | 6,0             |

Shadowgun была встречена критиками в основном положительными отзывами. Metacritic поставил этой игре среднюю оценку 72% из 24 рецензий.